# آب‌انبار حاجی علی رضا بیک
آب‌انبار حاجی علی رضا بیک مربوط به دوره قاجار است و در بیرجند، ضلع جنوبی کوچه خواجه واقع شده‌است. فضای ورودی آب‌انبار حاج علی رضا بیک ساده می‌باشد و مانند دیگر آب‌انبارهای مناطق خشک و گرم دارای فضای ورودی، راه پله، پاشیر، بادگیر، هواکش، منبع ذخیره آب و پوشش منبع است و پوششی به سبک رومی دارد که قوس سردر ورودی آن نیز از نوع جناقی است و سکوهای طرفین راه پله که در برای استراحت و نشستن تعبیه شده بودند هم‌اکنون از بین رفته‌اند همچنین در قسمت بالای سردر نیز کتیبه‌ای وجود دارد که در کتیبه سردر این آب‌انبار اشعاری در وصف و ستایش آب دیده می‌شود. مصالح به کار رفته در این آب‌انبار شامل آجر، گچ، آهک و ساروج می‌باشد و معمار آن حاجی علیرضا بیک بوده‌است.
این اثر در تاریخ ۱۱ مرداد ۱۳۸۴ با شمارهٔ ثبت ۱۲۵۷۳ به‌عنوان یکی از آثار ملی ایران به ثبت رسیده‌است.